# 慢性硬膜下血腫
慢性硬膜下血腫（まんせいこうまくかけっしゅ、chronic subdural hematoma）は、主に高齢者にみられる、硬膜と脳の間に血腫が緩徐に形成される疾患。多くは、数ヶ月前に頭をぶつけたなど、比較的軽度な頭部外傷が原因のことが多いが、原因となる外傷が思い当たらない（または思い出せない）ことも多い。水頭症に対してドレナージを行った際の減圧もリスクになるとされる。

## 症状
数週間か数ヶ月前に頭をぶつけた等の既往歴があり、しばらく全く異常がなかったものが、頭蓋骨の内側にある脳を覆う硬膜と、脳の表面との隙間に血が溜まることで、出血がじわじわと進んで血腫が大きくなり脳を圧迫する事により、だんだん痛みだし、片麻痺、意識障害が急激に出現・進行してくる。また認知症に似た症状もみられる事から、認知症と混同されてしまう場合もある。これを認知症という定義で言うならば治療可能な認知症の代表と言う事が出来る。

## 疫学
アルコール常飲者の高齢者の男性に多い。また、頭を強打して血管が損傷するなどの外傷的な事項でも発生する。

## 診断
- 頭部CTにて三日月状の血腫をみとめる。血腫に被膜が形成されているという特徴がある。
- 頭部MRIでは、一般にT1強調画像で高信号域、T2強調画像でも高信号域を示す。

## 治療
血腫量が多く症候性の場合は、局所麻酔下に穿頭血腫ドレナージ術を行う。この手術は侵襲が比較的低く、術後劇的に症状が改善することが多いため、患者が超高齢であっても手術適応となり得る。手術時間に要する時間は30分程度である。一方、血腫が小さい場合は、経過観察のみで血腫の自然吸収が得られることも稀ではない。

## 予後
遅滞なく手術が行われれば基本的には予後が良好な疾患である。術直後から症状の改善が見られることが多い。8～20%の頻度でドレナージ術後の再発が報告されている。日本人を対象とした研究では、術後再発率は13.1%であった。再発は術後1カ月前後の比較的早い時期に起こってくることが多く、遅くなって再発することは稀である。
進行は一般的に緩徐であるが、脳ヘルニアを起こすまでに至った場合には、死亡したり重篤な後遺症を残す可能性もある。

## 小児の慢性硬膜下血腫
- 生後3～9カ月頃をピークに発生する。
- 出産時、胎児が産道を通過する際に頭蓋骨の重積が起こり、架橋静脈が断裂するという説がある。
- その他の要因としては、墜落や交通事故、虐待、出血傾向などが挙げられる。
- 85%が両側性と言われる。

1. 症状
  - 進行性の頭部拡大、大泉門の膨隆、不機嫌、痙攣発作、嘔吐、傾眠などの頭蓋内圧亢進症状が認められる。
2. 診断
  - CTでは出血の時期や再出血の有無により低吸収域～高吸収域まで様々な様相を呈する。脳溝および髄液槽が消失する。
  - 大泉門外側からの穿刺による硬膜下穿刺。血性液が認められれば診断は確定する。
3. 治療法
  - 硬膜下穿刺のみで治療可能なことが多い。頭蓋内圧亢進例（大泉門膨隆、嘔吐など）にのみ穿刺を行うべき。
  - 硬膜下穿刺によっても液貯留が改善されない場合には硬膜下腹腔シャントを試行する。シャントまでが必要となるのは10%以下と言われている。
4. 予後
  - 死亡率は5～10%。生存例でも知能障害や神経脱落症状を示すものが少なくない。
  - 50～75%は正常に発育する。
  - 以上の点より、成人の慢性硬膜下血腫の比較して予後不良な疾患と考えられる。